# Dunning–Kruger-effekten
Dunning–Kruger-effekten är en felaktig självbild (kognitiv bias) som innebär att den som inte har kunskap också är oförmögen att förstå att han eller hon överskattar sin kunskap och/eller förmåga. Samtidigt tenderar personer med hög kompetens att underskatta sin relativt höga kompetens gentemot andra, vilket leder till antagandet att det som är lätt för den kompetente också är lätt för andra. David Dunning och Justin Kruger (Cornell University) sammanfattar: "Den inkompetente har felaktig uppfattning om sig själv, den kompetente om andra." 
En missuppfattning är att folk tror att det handlar om andra. Men att inte känna till omfattningen av sin egen okunnighet är en del av det mänskliga tillståndet. Problemet med det är att man ser det hos andra människor men inte hos sig själv. Det Kruger och Dunning kunde visa på gruppnivå var att de som hade mindre kunskap än genomsnittet visserligen överskattade sin kompetens, men att de snarare bedömde sig ligga nära genomsnittet, trots att de tillhörde den sämsta kvartilen (fjärdedelen). De trodde alltså inte att de kunde slå en expert på fingrarna i dennes eget ämne, men ansåg att de visste ganska mycket, trots att verkligheten snarare visade att de var tydligt okunniga.
Det har länge spekulerats om effekten, men det var först när Justin Kruger och David Dunning, forskare på Cornell University i New York, 1999 genomförde en serie experiment för att testa hypotesen som den blev vetenskapligt belagd. Följande år mottog Dunning och Kruger det satiriska Ig Nobelpriset för sin rapport där de beskrev Dunning–Kruger-effekten.